# Марцишув
Марцишув (пол. Marciszów) — село в Польщі, у гміні Марцишув Каменноґурського повіту Нижньосілезького воєводства.
Населення — 1603 особи (2011).
У 1975-1998 роках село належало до Єленьоґурського воєводства.

## Демографія
Демографічна структура станом на 31 березня 2011 року:
|          | Загалом | Допрацездатний вік | Працездатний вік | Постпрацездатний вік |
| -------- | ------- | ------------------ | ---------------- | -------------------- |
| Чоловіки | 790     | 162                | 571              | 57                   |
| Жінки    | 813     | 154                | 491              | 168                  |
| Разом    | 1603    | 316                | 1062             | 225                  |